# OPC 드럼
OPC 드럼(OPC drum)은 레이저 프린터에서 토너의 잉크 성분을 옮겨주는 롤러 형태의 부품이다. 레이저 프린터에서 토너와 함께 가장 핵심이 되는 부품이다.

## 형태와 기능

레이저가 OPC 드럼에 프린트할 이미지를 만드는 원리

레이저 프린터의 원리는, 레이저에 의해 전하를 받은 드럼이 감광을 일으키게 되고, 이 감광된 부분에 토너가 붙은 후 토너를 종이위에 옮기면, 열을 가하여 종이위에 고착시키게 되어 있다. 이 과정에서 전하를 받아 토너를 옮기는 역할을 하는 드럼을 OPC 드럼이라 한다.
즉, 토너가 잉크를 제공한다면, OPC 드럼은 프린트할 이미지를 형성하는 것이다.
OPC 드럼은 녹색 코팅층으로 둘러싸인 알루미늄관이며, 레이저 프린터에서 토너를 교체할 때 혹은 걸린 종이를 제거할 때 프린터 내부에서 쉽게 볼 수 있다.

## 기업
대한민국
한국에서 OPC 드럼을 생산하는 제조업체는 주식회사 케이알오피씨가 있다.

## 기타
최근에는 환경보호 차원에서 다 쓴 OPC 드럼을 수거하여 재활용하여 쓰는 일이 많다.

## 참고자료
- (주) 알파켐 소개 : OPC 드럼이란?
- OPC 드럼, 토너카트리지 제조업체 아코디스(주)